# Lothar Köster (Physiker)
Lothar Köster (* 19. Oktober 1922 in Essen; † 7. September 2015 in Garching bei München) war ein deutscher Physiker.

## Leben
Während des Zweiten Weltkrieges war Köster Soldat der Wehrmacht, wurde verwundet und geriet in Gefangenschaft.
Köster studierte dann an der Universität Heidelberg Physik und wurde dort mit seiner bei Heinz Maier-Leibnitz und Walther Bothe angefertigten kernphysikalischen Arbeit  Messungen von Zerfallsenergien leichter Elemente bis Z= 31 1953 promoviert. Darauf wurde er Abteilungsleiter im Isotopenlabor der Farbenfabrik Bayer.
1958 berief Maier-Leibnitz, nun wissenschaftlicher Leiter des Forschungsreaktors München (FRM), Köster als zunächst stellvertretenden und ab 1960 als Technischen Direktor des FRM. Er organisierte den technischen Betrieb und baute neuartige Instrumente für Grundlagenuntersuchungen mit und an Neutronen, insbesondere das Schwerkraftrefraktometer mit einer 100 m langen Flugstrecke zur genauen Messung der Wirkung der Schwerkraft auf Neutronen sowie der Wechselwirkungen zwischen Neutronen und Protonen, Deuteronen und Elektronen. Den Schwerpunkt bildeten präzise Messungen der Neutronenstreulängen. Die gesammelten Daten dienten der Untersuchung der Wechselwirkung der Neutronen mit Materie. 1970 habilitierte er sich mit der Arbeit Neue Methoden zur Messung kohärenter Streulängen für Neutronen an der Technischen Universität München. Unter seiner Leitung wurde der FRM ein Vorbild für andere Forschungsreaktoren.
Kösters Ideen und Entwicklungen beeinflussten die Arbeiten an der Kernforschungsanlage Jülich und am Institut Laue-Langevin sowie auch den Bau des FRM II. Seine internationalen Kontakte führten auch zu einem frühen ersten wissenschaftlichen Austausch nach dem Kriege mit der UdSSR. In den 1980er Jahren entwickelte er in Zusammenarbeit mit Medizinern eine Neutronentherapiestation zur Behandlung von Tumoren mit schnellen Neutronen. Zusätzlich hatte er eine außerordentliche Professur am Physik-Department der Technischen Universität München übernommen. 1987 wurde er emeritiert.
Köster war verheiratet und hatte drei Kinder.

## Ehrungen
- Bundesverdienstkreuz 1. Klasse (1987)